# Jasénky
Jasénky (deutsch Jassenka) ist eine Grundsiedlungseinheit der Stadt Hlučín (Hultschin) in Tschechien. Sie liegt anderthalb Kilometer südöstlich des Stadtzentrums von Hlučín und gehört zum Okres Opava.

## Geographie
Jasénky befindet sich am linken Ufer des Baches Jasénka in den Ausläufern der Vítkovská vrchovina (Wigstadtler Berge). Südöstlich erhebt sich der Hřib (Pilz; 321 m. n.m.), im Südwesten die Vinná hora (Weinberg; 287 m. n.m.). Gegen Süden erstreckt sich der Bobrovnický les (Bobrowniker Wald).
Nachbarorte sind Rovniny im Norden, Staré Rovniny (Rownin) im Nordosten, Vrablovec (Wrablowetz) im Osten, Malánky (Malanken) und Bobrovníky (Bobrownik) im Südosten, Martinov (Martinau) im Süden, Děhylov (Dielhau) im Südwesten, Vinná Hora (Weinberg) und Dobroslavice (Dobroslawitz) im Westen sowie Hlučín im Nordwesten.

## Geschichte
Im Jassenkatal unterhalb von Hultschin wurde die Wasserkraft des Baches zum Antrieb von Mühlen genutzt. Die älteste ist die erstmals 1509 als Besitz des Hultschiner Hospitals nachweisliche Hospitalmühle (Špitální mlýn). Später kamen mit der Brodziakmühle und der Jassenkamühle noch zwei weitere Mahlmühlen hinzu.
Die erste schriftliche Erwähnung der gegenüber der Jassenkamühle entstandenen und zur Stadt Hultschin gehörigen Siedlung Jassenka erfolgte 1720 in den Hultschiner Kirchenbüchern.
Nach dem Ersten Schlesischen Krieg fiel Jassenka 1742 wie fast ganz Schlesien an Preußen. 1743 wurde Jassenka zusammen mit Hultschin dem neugebildeten Kreis Leobschütz zugeordnet. Im Zuge der Kreisreform vom 1. Januar 1818 wurde Jassenka dem Kreis Ratibor zugewiesen. 1869 wurde Jassenka als zur Stadt gehörige Kolonie aufgeführt. Die untere der drei Mühlen – die Musiolmühle (Musiolův mlýn), früher Brodziakmühle – stellte 1884 den Betrieb ein, nachdem die Mühle mehrmals hintereinander angezündet worden war. 1885 lebten in der Kolonie 85 Personen. Im Jahre 1900 hatte die Kolonie Jassenka 86 Einwohner, 1910 waren es 77. Nach der 1911 erfolgten Fusion der Landgemeinde Langendorf mit der Stadtgemeinde Hultschin wurden auch die zur Stadt gehörigen Kolonien nicht mehr als Ortsteile betrachtet.
Aufgrund des Versailler Vertrages von 1919 wurde das Hultschiner Ländchen 1920 der Tschechoslowakei zugeschlagen und daraus der Okres Hlučín gebildet. Beim Zensus von 1921 wurde Jasénky als eine zur Gemeinde Hlučín gehörige Kolonie ohne Ortsteilcharakter erfasst.
Nach dem Münchener Abkommen vom 29. September 1938 wurde Jassenka zusammen mit dem Hultschiner Ländchen vom Deutschen Reich besetzt. Die Kolonie gehörte nunmehr zum Landkreis Hultschin, der 1939 dem Landkreis Ratibor in der preußischen Provinz Schlesien eingegliedert wurde. 
Nach dem Ende des Zweiten Weltkriegs kam Jasénky wieder an die Tschechoslowakei zurück. Der Mušálkův mlýn, früher Jassenkamühle, wurde nach 1945 stillgelegt. Im Jahre 1947 stellte auch die Krömermühle, früher Hospitalmühle, ihren Betrieb ein. Im Zuge der Gebietsreform von 1960 erhielt Jasénky wieder den Status eines Ortsteils von Hlučín, der bis 1980 bestand. 1991 hatte Jasénky 26 Einwohner, im Jahre 2001 waren es 41.

## Ortsgliederung
Die Grundsiedlungseinheit Jasénky gehört zum Ortsteil Hlučín und ist auch Teil des Katastralbezirks Hlučín. Zu Jasénky gehört die Einschicht Podlesí.

## Sehenswürdigkeiten
- Denkmalgeschützte alte Linde (Lípa u Krömerova mlýna) am Mühlengehöft der ehemaligen Hospitalmühle